# Seiichirō Kashio
Seiichirō Kashio (jap. 柏尾誠一郎 Kashio Seiichirō; ur. 2 stycznia 1892 w Osace, zm. 6 września 1962 w Tokio) – japoński tenisista, wicemistrz olimpijski w grze podwójnej, reprezentant w Pucharze Davisa.
Na igrzyskach olimpijskich w Antwerpii (1920) zdobył w deblu wraz z rodakiem Ichiya Kumagae srebro w grze podwójnej (po finałowej porażce z Brytyjczykami Oswaldem Turnbullem i Maxwellem Woosnamem 2:6, 7:5, 5:7, 5:7). Był to – razem ze srebrem Kumagae w grze pojedynczej – pierwszy medal olimpijski dla Japonii.
Również jako deblista Kashio dwukrotnie wystąpił w reprezentacji daviscupowej. W sezonie 1923 partnerował Zenzō Shimizu w meczach z Kanadą (zwycięstwo) i Australią (porażka). William Tilden w książce Art of Lawn Tennis wymienił go wśród zawodników, mających stanowić o sile reprezentacji Japonii na początku lat 20. (m.in. finał Pucharu Davisa 1921).